# Paul René Harscouët de Saint-George
Pour les articles homonymes, voir Harscouët.
Paul René Harscouet de Saint-Georges, né le 6 septembre 1807 à Pluvigner (Morbihan) et décédé le 1er avril 1870 dans la même commune, est un homme politique français.

## Biographie
Fils de Jean René Harscouet de Saint-Georges, il est conseiller général et député du Morbihan de 1849 à 1851, siégeant à droite avec les monarchistes.

## Sources
- « Paul René Harscouët de Saint-George », dans Adolphe Robert et Gaston Cougny, Dictionnaire des parlementaires français, Edgar Bourloton, 1889-1891 [détail de l’édition]
- Sa fiche sur le site de l'Assemblée nationale